# رود وین (فرانسه)
وین (به فرانسوی: Vienne) یکی از مهم‌‌‌‌‌‌‌‌‌‌ترین رودهای جاری در جنوب غربی فرانسه و یکی از رودهای فرعی مهمی است که در پایین‌ دست رود لوار از سمت غرب به‌آن می‌پیوندد. چندین سد به‌منظور تولید نیروی برق‌آبی بر روی این رودخانه که اصلی‌ترین رود در ناحیهٔ لیموزین و شرق ناحیهٔ پواتو-شارنت محسوب می‌شود ساخته شده‌است.
همچنین نام شهرستان‌های هشتاد و ششم و هشتاد و هفتم فرانسه، یعنی وین در ناحیهٔ پواتو-شارانت و او وین در ناحیهٔ لیموزین برگرفته از نام رود وین است.

## مسیر رودخانه
وین نخست به‌صورت چشمه‌ای در شهرستان کورز در دامنهٔ کوهی موسوم به مون اودوز در پلاتو دو میلواش در نزدیکی پیرلواد سرچشمه گرفته و سپس با جریان‌یافتن به‌سمت غرب به شهر لیموژ می‌رسد. این رود زمانی نقشی مهم در صنعت چینی‌سازی مشهور این شهر بازی می‌کرد. رود وین سپس کمی پس از لیموژ به سمت شمال چرخیده و در طول مسیرش رودهای کروز و کلان نیز به آن می‌پیوندند. این رود سپس در پایان پس از طی مسافتی ۳۷۲ کیلومتری در کان-سن-مارتان در شهرستان اندر الوآر به رود لوار می‌پیوندد.